# タマン族

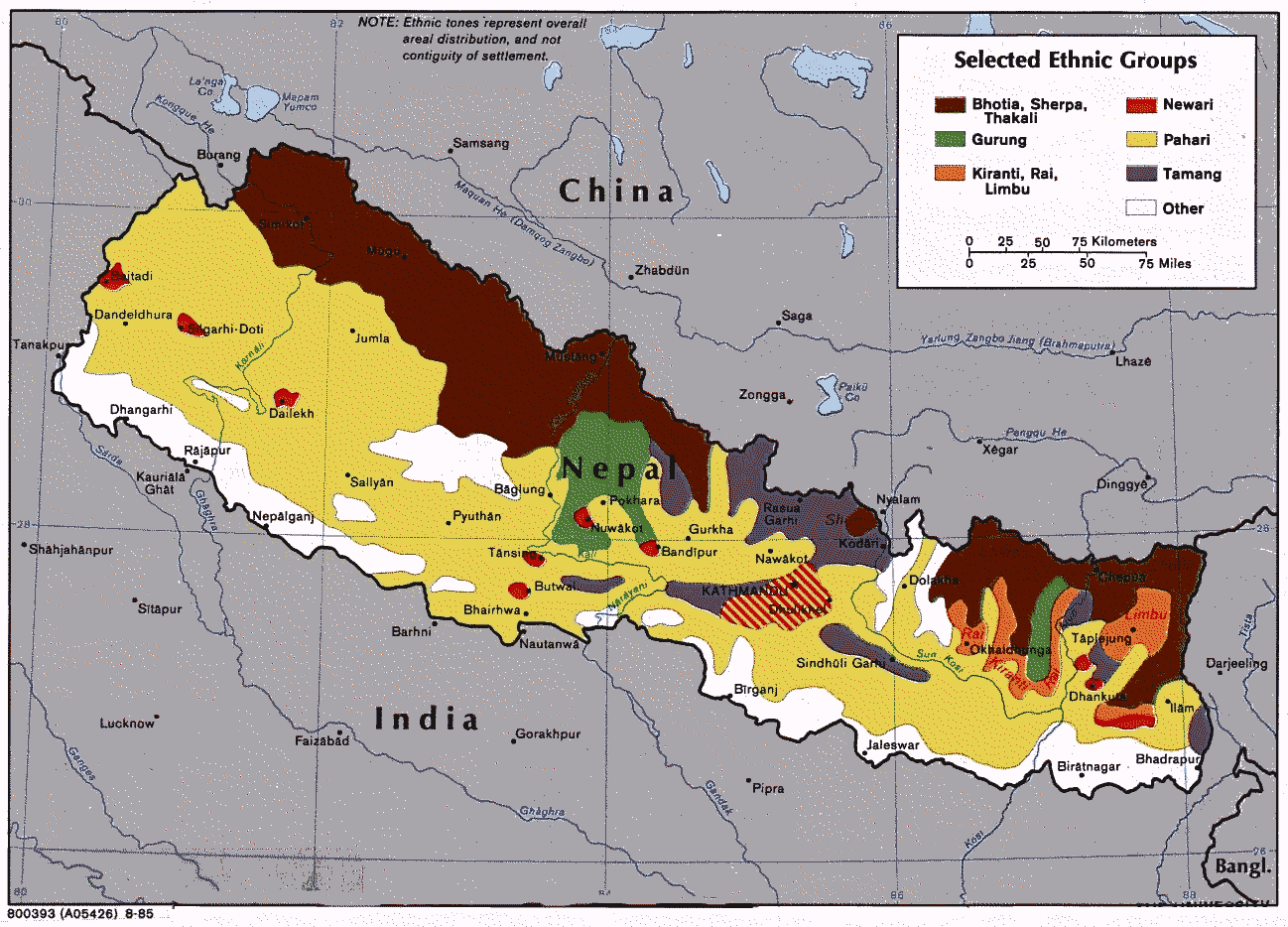
ネパールの民族分布

タマン族（たまんぞく 英:Tamang）はネパールの民族。
- 居住地域は、主にネパール北部と東部である。
- 人口は、1,280,000人で国の人口の5.6%を占めている。ネワール族よりわずかに多い。（2001年国勢調査）
- 言語もタマン語といい、チベット語、シェルパ語と関係している。シナ・チベット語族、チベット・ビルマ語派に属する。
- 信仰は90.26%は仏教、 7.69%はヒンドゥー教である。（2001年国勢調査）

「タマン」という言葉は、チベット語で騎馬戦士のことをいう。タマン族は755年ごろ、チベットのトリソン王から国境警備のための警察官として派遣されたのが起源である。多くが、山岳民族で、トレッキングガイドも勤める。グルカ兵として英軍、印軍に参加するものもいる。タマン人はボン教、ヒンドゥー教の要素の混じったチベット仏教を信仰し、タンバイスト信仰を持つ地区もある。僧侶には「ラマ」「ボンボ」「タンバ」がいる。
大部分のタマン人は他の民族との通婚を禁じているが、いくつかの部族は認めている。

## 英語版参考文献
- Lesson 10: The Newars and the Tamang
- http://www.tamangsamaj.com
- http://www.tamangs.com
- http://www.tamang.com